# Совет Министров Казахской ССР (1955)
Список Совета Министров Казахской ССР образованного 31 марта 1955 г. постановлением Верховного Совета Казахской ССР.

## Руководство
1. Председатель Совета Министров Казахской ССР — Кунаев, Динмухамед Ахметович.
2. Первый Заместитель Председателя Совета Министров Казахской ССР — Николаев, Семён Филиппович.
3. Первый Заместитель Председателя Совета Министров Казахской ССР — Бейсебаев, Масымхан.
4. Заместитель Председателя Совета Министров Казахской ССР — Байгалиев, Рахим Байгалиевич.
5. Заместитель Председателя Совета Министров Казахской ССР — Горбунов, Михаил Иванович.
6. Заместитель Председателя Совета Министров Казахской ССР — Слажнев, Иван Гаврилович.
7. Заместитель Председателя Совета Министров Казахской ССР и Министр культуры Казахской ССР — Тажибаев, Тулеген Тажибаевич.

## Министры
1. Министр автомобильного транспорта и шоссейных дорог Казахской ССР — Жуков, Леонид Георгиевич.
2. Министр внутренних дел Казахской ССР — Кабылбаев, Шракбек.
3. Министр городского и сельского строительства Казахской ССР — Конюшевский, Евгений Иванович.
4. Министр государственного контроля Казахской ССР — Жусупов, Абжан Суйкумбаевич.
5. Министр здравоохранения Казахской ССР — Карынбаев, Сибугатулла Рыскалиевич.
6. Министр промышленности мясных и молочных продуктов Казахской ССР — Гарагаш Александр Дементьевич.
7. Министр промышленности продовольственных товаров Казахской ССР — Галайдин, Григорий Спиридонович.
8. Министр промышленности строительных материалов Казахской ССР — Минаев, Филипп Прокопьевич.
9. Министр промышленных товаров широкого потребления Казахской ССР — Морокин, Иван Петрович.
10. Министр рыбной промышленности Казахской ССР — Джумалиев, Джумагазы Юсупович.
11. Министр связи Казахской ССР — Носков, Александр Алексеевич (политик).
12. Министр сельского хозяйства Казахской ССР — Мельник Григорий Андреевич.
13. Министр совхозов Казахской ССР — Власенко, Михаил Дмитриевич.
14. Министр торговли Казахской ССР — Джангозин, Джакип-Бек.
15. Министр финансов Казахской ССР — Атамбаев, Утешкали Дусенгалиевич.
16. Министр цветной металлургии Казахской ССР — Самохвалов, Александр Иванович.
17. Министр юстиции Казахской ССР — Султанов, Клычбай.
18. Министр водного хозяйства Казахской ССР — Дауленов, Салькен.
19. Министр коммунального хозяйства Казахской ССР — Герасимов, Николай Никитич.
20. Министр местной и топливной промышленности Казахской ССР — Адилов, Ахмет Адилович.
21. Министр просвещения Казахской ССР — Закарин Аскар Закарьевич.
22. Министр социального обеспечения Казахской ССР — Бультрикова, Балжан.

## Председатели и начальники
1. Председатель Комитета государственной безопасности при Совете Министров Казахской ССР — Губин Владимир Владимирович.
2. Председатель Государственной плановой комиссии Казахской ССР — Гогосов, Владимир Антонович.